# Prosopocoilus corporaali
Prosopocoilus corporaali es una especie de coleóptero de la familia Lucanidae.

## Distribución geográfica
Habita en Buru y las islas Sula en (Indonesia).